# Steinbreche
Steinbreche ist ein Ortsteil im Stadtteil Refrath von Bergisch Gladbach.

## Geschichte
Der Siedlungsname Steinbreche geht auf die Steinbrüche zurück, die dort im Zusammenhang mit dem Bau von Schloss Bensberg zwischen 1702 und 1712 angelegt wurden. Hier lag der heute gänzlich abgebaute Alabasterberg, dessen Marmor nicht nur am Schloss Bensberg, sondern auch am Schloss Brühl und anderen Bauten im Rheinland Verwendung fand. Daneben lieferte man Muschelkalk
als Rohstoff für den laut Urkataster in Keppinghausen (= Kippekausen) stehenden Kalkofen. Des Weiteren gewann man Grauwackesteine, die an Ort und Stelle von Steinmetzen behauen und anschließend durch Esel und Saumtiere nach Bensberg hinauf zum Schlossbau getragen wurden.
Die Bezeichnung Steinbreche ging kurze Zeit später auf ein nahe gelegenes Gut, nämlich das Haus Steinbreche über, das 1712 von Leonard Goudhaire gebaut wurde. Er hatte das Gelände für seine Verdienste als Steinmetzmeister von Jan Wellem, dem Erbauer von Schloss Bensberg, geschenkt bekommen. Heute liegen diese Gebäude allerdings im Stadtteil Alt Refrath, während das Gebiet der ehemaligen Steinbrüche ebenso wie das ehemals umgebende Ackerland zum Stadtteil Refrath gehört.
Carl Friedrich von Wiebeking benennt die Hofschaft auf seiner Charte des Herzogthums Berg 1789 als Steinbreck. Aus ihr geht hervor, dass Steinbreche zu dieser Zeit Teil der Honschaft Refrath im Kirchspiel Bensberg war.
Unter der französischen Verwaltung zwischen 1806 und 1813 wurde das Amt Porz aufgelöst und Steinbreche wurde politisch der Mairie  im Kanton Bensberg zugeordnet. 1816 wandelten die Preußen die Mairie zur Bürgermeisterei Bensberg im Kreis Mülheim am Rhein. Steinbreche war Teil der Pfarrgemeinde Bensberg bis zur Auspfarrung Refraths 1846.
Der Ort ist auf der Topographischen Aufnahme der Rheinlande von 1824 und der Preußischen Uraufnahme von 1840 als Steinbreche verzeichnet. Ab der Preußischen Neuaufnahme von 1892 ist er auf Messtischblättern regelmäßig als Steinbreche oder ohne Namen verzeichnet.
Aufgrund des Köln-Gesetzes wurde die Stadt Bensberg mit Wirkung zum 1. Januar 1975 mit Bergisch Gladbach zur Stadt Bergisch Gladbach zusammengeschlossen. Dabei wurde auch Steinbreche Teil von Bergisch Gladbach.
| Jahr | Einwohner | Wohn- gebäude | Kategorie              |
| ---- | --------- | ------------- | ---------------------- |
| 1845 | 20        | 1             | Bauergut und Schulhaus |
| 1871 | 26        | 2             | Hofstelle              |
| 1885 | 14        | 2             | Wohnplatz              |
| 1895 | 6         | 1             | Wohnplatz              |
| 1905 | 18        | 4             | Wohnplatz              |